# Berryz工房コンサートツアー 2010秋冬 〜ベリ高フェス!〜
『Berryz工房コンサートツアー 2010秋冬 〜ベリ高フェス!〜』（ベリーズこうぼうコンサートツアー にせんじゅうあきふゆ 〜ベリこうフェス!〜）はBerryz工房のコンサート・ツアーである。またその模様を収録したライブ映像作品である。

## DVD/Blu-ray
『Berryz工房コンサートツアー 2010秋冬 〜ベリ高フェス!〜』（DVD：2011年2月9日 Blu-ray：2011年5月11日）
1. OPENING
2. なんちゅう恋をやってるぅ YOU KNOW?
3. 愛のスキスキ指数 上昇中
4. VTR 映像（メンバー紹介）
5. シャイニング パワー
6. MC1
7. 笑っちゃおうよ BOYFRIEND
8. TODAY IS MY BIRTHDAY
9. スプリンター!（清水佐紀・夏焼雅）
10. 思い立ったら 吉でっせ!（徳永千奈美・須藤茉麻・熊井友理奈）
11. 私がすることない程 全部してくれる彼（嗣永桃子・菅谷梨沙子）
12. MC2 【Berryz美術館】
13. 日直〜芸能人の会話〜
14. フラれパターン
15. 君の友達
16. MOON POWER（清水佐紀・嗣永桃子・徳永千奈美・須藤茉麻・夏焼雅・熊井友理奈）
17. MC3
18. エレガントガール（氷室衣舞［CV 菅谷梨沙子/Berryz工房］）
19. MC4 【ミス○○コンテスト】
20. あなたなしでは生きてゆけない
21. 抱きしめて 抱きしめて
22. 私の未来のだんな様
23. ガキ大将
24. MC5
25. 本気ボンバー!!
26. 友情 純情 oh 青春
27. ライバル
28. ENCORE：雄叫びボーイ WAO!
29. ENCORE：MC6
30. ENCORE：希望の夜